# Малле, Анна
Анна Малле (англ. Anna Malle, наст. фам. — Хотоп (англ. Hotop), 9 сентября 1967 или 14 сентября 1967, Хавана, Иллинойс — 25 января 2006, Агломерация Лас-Вегаса, Невада) — американская порноактриса, порнорежиссёр и стриптизёрша. Анна Малле заслужила себе репутацию одной из самых распущенных девушек в порнобизнесе.

## Порнокарьера
Родилась 14 сентября 1967 года. Порнокарьера Анны Малле началась с домашнего порновидео, которое она сняла вместе со своим мужем. Немногим позже муж разослал видеозаписи различным порнопродюсерам, которые заметили Анну и предложили сниматься в порнофильмах. Впоследствии Анна перебралась из родной Айовы в Лас-Вегас, где танцевала стриптиз в ночных клубах.
25 января 2006 года погибла в автокатастрофе неподалёку от Лас-Вегаса.

## Награды
- 2007 — XRCO Award (специальный приз)
- 2013 AVN Hall of Fame[5]